# Oxyagrion
Oxyagrion – rodzaj ważek z rodziny łątkowatych (Coenagrionidae).

## Podział systematyczny
Do rodzaju należą następujące gatunki:

- Oxyagrion ablutum (Calvert, 1909)
- Oxyagrion basale Selys, 1876
- Oxyagrion brevistigma Selys, 1876
- Oxyagrion chapadense Costa, 1978
- Oxyagrion evanescens Calvert, 1909
- Oxyagrion fernandoi Costa, 1988
- Oxyagrion franciscoi Machado & Bedê, 2016
- Oxyagrion haematinum Selys, 1876
- Oxyagrion hempeli Calvert, 1909
- Oxyagrion hermosae (Leonard, 1977)
- Oxyagrion imeriense (De Marmels, 1989)
- Oxyagrion impunctatum Calvert, 1909
- Oxyagrion machadoi Costa, 1978
- Oxyagrion microstigma Selys, 1876
- Oxyagrion miniopsis Selys, 1876
- Oxyagrion mirnae Machado, 2010
- Oxyagrion pavidum Hagen in Selys, 1876
- Oxyagrion pseudocardinale Costa, de Souza & Santos, 2000
- Oxyagrion rubidum (Rambur, 1842)
- Oxyagrion santosi Martins, 1967
- Oxyagrion simile Costa, 1978
- Oxyagrion sulinum Costa, 1978
- Oxyagrion sulmatogrossense Costa, de Souza & Santos, 2000
- Oxyagrion tennesseni Mauffray, 1999
- Oxyagrion terminale Selys, 1876
- Oxyagrion zielmae Costa, De Souza & Muzón, 2006